# Joe Clermond
(en) Statistiques sur statscrew
Jocelin Clermond Jr (né le 13 novembre 1984 à Tampa) est un joueur américain de football américain. Il joue actuellement avec les Destroyers de Virginie, évoluant en United Football League.

## Enfance
Clermond étudie à la Chamberlain High School de sa ville natale de Tampa om il reçoit de nombreux titres régionaux, évoluant aux postes de linebacker, safety et halfback.

## Carrière

### Université
Il entre à l'université de Pittsburgh où il intègre l'équipe des Panthers de football américain. Il joue quarante-six matchs dont vingt-cinq comme titulaire au poste de defensive end où il va faire 142 tacles, 17,5 sacks, 36,5 tacles pour des pertes et quatre fumbles récupérés.

### Professionnel
Joe Clermond n'est sélectionné par aucune équipe lors du draft de la NFL de 2008. Il signe comme agent libre non drafté avec les Bears de Chicago et ne joue aucun match avec cette équipe durant deux saisons, évoluant surtout en équipe d'entraînement (ou équipe réserve). Il est libéré le 1er décembre 2009.
En 2010, il signe avec les Tuskers de Floride, évoluant en United Football League avant de jouer en Arena Football League pour le compte des Rush de Chicago. Alors que la saison AFL se termine, il revient en UFL pour commencer la saison sous la tunique des Destroyers de Virginie, nouveau nom des Tuskers de Floride.

## Palmarès
- Seconde équipe de la conférence Big East 2006 et 2007
- Champion UFL 2011